# Icaria Rupes
Icaria Rupes es el nombre de una falla geológica sobre la superficie de Marte. Rodeada por cráteres, Icaria Rupes está localizada con el sistema de coordenadas centrados en -34.68 grados de latitud Norte y 221.15 grados de longitud Este. El nombre fue aprobado por la Unión Astronómica Internacional en 2017 y hace referencia a la isla de Icaria, cercano a donde murió Ícaro. Las variaciones de relieve estructurales muestran fuertes incrementos de hasta 40 m/km desde la cima al centro de la falla. Un relieve de más de 1000 metros (1093,6 yd) se encuentra a lo largo de toda la parte central de la falla. 

## Características
Icaria Rupes consiste en un segmento de falla mayor acompañado de una serie de pequeñas fallas de empuje menores. La falla es curvilínea y gira alrededor de una mesa circular de aproximadamente 30 kilómetros (18,6 mi) de ancho. Las fallas menores ocurren en el muro de la estructura principal junto a la mensa circular. El rupes corre en dirección NO-SE con un movimiento de falla prominente hacia el extremo sur de la falla principal. La asimetría del relieve indica que su sistema de fallas subyacente se hunde en dirección noreste. La ruptura de la superficie de esta falla muestra relaciones transversales con dos cráteres: un cráter de unos 10 kilómetros (6,2 mi) de diámetro que se superpone a la falla cerca de su punta norte, mientras que otros dos cráteres, un cráter de 35 kilómetros (21,7 mi) de diámetro ubicado debajo de un cráter de 13 kilómetros (8,1 mi) de diámetro, ambos cortados por la falla. El cráter fuertemente degradado es consistente con un tiempo de emplazamiento durante la era Noeica de Marte, colocando el origen del Icaria Rupes durante o después de esta era de tiempo.